# Кавенаго-д'Адда
Кавенаго-д'Адда, Кавенаґо-д'Адда (італ. Cavenago d'Adda) — муніципалітет в Італії, у регіоні Ломбардія, провінція Лоді.
Кавенаго-д'Адда розташоване на відстані близько 450 км на північний захід від Рима, 36 км на південний схід від Мілана, 7 км на схід від Лоді.
Населення — 2248 осіб (2014).

## Демографія
Населення за роками:

Станом на 1 січня 2023 року в муніципалітеті офіційно проживало 228 іноземців з 26 країн, серед них 104 громадяни країн Євросоюзу та 6 громадян України.

## Сусідні муніципалітети
- Аббадія-Черрето
- Казалетто-Чередано
- Корте-Палазіо
- Кредера-Рубб'яно
- Маїраго
- Оссаго-Лодіджано
- Сан-Мартіно-ін-Страда
- Турано-Лодіджано